# نوریاکی یواسا
نوریاکی یواسا (انگلیسی: Noriaki Yuasa; ۲۸ سپتامبر ۱۹۳۳ – ۱۴ ژوئن ۲۰۰۴) کارگردان فیلم اهل ژاپن بود.